# Gino Arias
Gino Arias (Firenze, 1º ottobre 1879 – Córdoba, 14 ottobre 1940) è stato un economista e politico italiano.

## Biografia

### Gli inizi della carriera
Figlio di Alberto, medico condotto e chirurgo fiorentino, e di Adele Coen, frequenta il liceo "Galileo Galilei" di Firenze e, nel 1900, si laurea con lode in Giurisprudenza all'Università di Bologna. Inizialmente libero docente in storia del diritto italiano, si avvicina alle discipline economiche attorno alla metà del primo decennio del secolo. Il 22 gennaio 1906 è iniziato in Massoneria nella loggia Lira e Spada  di Roma, appartenente al Grande Oriente d'Italia. Dal 1909 è docente di Economia Politica alla facoltà di Giurisprudenza dell'università di Genova; nel 1924 si trasferisce nella stessa facoltà, all'Università di Firenze, come ordinario prima di Scienza e tecnica del commercio, poi di Economia politica, rinominata nel 1934 Economia politica corporativa. Ricopre numerosi incarichi, tra cui quello di preside di facoltà dal 1930 fino al trasferimento a Roma, nel 1936, dove eredita la cattedra di Maffeo Pantaleoni.

### L'adesione al fascismo
Simpatizzante socialista, si avvicina al neonato movimento fascista e ne diviene una delle personalità più influenti. E', infatti, tra i docenti universitari invitati come relatori alla riunione del Consiglio nazionale del PNF tenutasi a Napoli nei giorni precedenti la Marcia su Roma. Nel 1925 sottoscrive il Manifesto degli intellettuali fascisti. Tra il 1927 e il 1932 è vicepresidente dell'Accademia dei Georgofili. Prende posizioni esplicite su periodici fascisti sui punti di programma del partito quali i rapporti tra governo e parlamento, le organizzazioni sindacali, l'editoria, le banche e le associazioni segrete. Partecipa alle commissioni incaricate di gettare le basi teoriche della riorganizzazione in senso corporativo dell'ordinamento dello Stato (tra queste la Commissione dei 18 per le riforme costituzionali nel 1925). Sostiene e divulga le riforme istituzionali anche sulla stampa periodica, collaborando con Popolo d'Italia (quotidiano del PNF), Gerarchia e Critica Fascista. Il tema del corporativismo fascista rappresenta da questo momento un argomento centrale nel suo impegno accademico, oltre che politico. Fa parte del Consiglio Nazionale delle Corporazioni (nel 1931) e tiene conferenze all'estero per presentare la politica economica fascista. Tra il 1934 e il 1939, siede alla Camera dei deputati ed è relatore di disegni di legge in materia finanziaria.

### La conversione al cattolicesimo e le conseguenze delle leggi razziali
Ebreo, nel 1932 si converte al cattolicesimo. Per questo nel 1938 è convinto di non subire conseguenze dall'entrata in vigore delle leggi razziali. Tuttavia c'è anche il suo nome nell'elenco dei docenti universitari costretti a lasciare l'insegnamento in seguito alla promulgazione dei Provvedimenti per la difesa della razza nella scuola fascista. Deve, quindi, abbandonare anche gli incarichi politici e istituzionali, nonostante i tentativi di accreditarsi come "cattolico, italiano fascista".

### L'espatrio in Argentina
Costretto all'espatrio, si trasferisce con la famiglia in Argentina, dove insegna Economia politica all'università di Cordoba. Non condannerà mai esplicitamente il fascismo, limitandosi a qualche allusione negli scambi epistolari con i familiari rimasti in Italia, probabilmente per non metterne a repentaglio la sicurezza. Muore nel 1940 senza sapere che la sua domanda di essere confermato alla cattedra in Italia è stata personalmente accolta da Mussolini.

## Pensiero economico

### Gli studi di storia del diritto
Agli inizi della sua carriera accademica si occupa prevalentemente di temi di storia del diritto, inserendosi in quella tradizione storico-giuridica, che ha come capostipite Pasquale Villari, che studia in modo particolare i cambiamenti dei sistemi economici e degli istituti giuridici. Considera suo maestro Achille Loria con cui intrattiene una relazione epistolare tra il 1902 e il 1940. Il rapporto tra i due si indebolisce dopo le prese di posizione di orientamento nazionalista e l'adesione al fascismo non condivise da Loria. Le sue prime opere riguardano la storia del pensiero giuridico medievale. Molti degli studi di quegli anni confluiscono ne Il sistema della costituzione italiana nell'età dei Comuni, che esce nel 1905. Definisce "naturalismo storico sociale" il suo approccio di stampo positivista. Il presupposto di partenza è un'analogia tra fenomeni naturali e sociali, entrambi dominati da leggi evolutive. Come un embrione può crescere nel ventre materno, ambiente ideale di sviluppo della vita, così, nel Medio Evo, l'economia ha potuto svilupparsi grazie agli scambi commerciali, alla divisione in ceti sociali, all'organizzazione produttiva il cui centro si è spostato dalle campagne alle città.  La vita economica medievale è quindi finalizzata alla tutela della produzione e questo influisce ed orienta il funzionamento della società. Successivamente affronta problemi di tipo teorico relativi allo studio dell'economia: ogni verità ricavata in modo deduttivo, dovrà essere verificata dal riscontro con i fatti, in maniera induttiva; le tesi potranno quindi essere utilizzate per formulare nuove verità. Un'opera fondamentale per gli sviluppi successivi della sua riflessione esce nel 1917. Si tratta dei Principii di economia commerciale; il testo, che si inserisce nel dibattito sul nazionalismo economico di quegli anni, è suddiviso in sette parti: la storia dello scambio economico, le teorie riguardanti le variabili economiche del valore e dei prezzi, l'impresa, il commercio. L'economia deve misurarsi con la vita quotidiana e l'economista deve misurare la sua analisi con la realtà delle cose, non limitandosi a rimanere solo su un piano astratto. Nel contesto economico e sociale lo Stato svolge un ruolo di regolazione e armonizzazione che preesiste ai cittadini, ruolo fondamentale specialmente nell'ambito delle relazioni internazionali.

### La questione meridionale
Un'altra opera che richiede grande impegno e diversi viaggi di ricerca è La questione meridionale. È organizzata in due volumi, il primo dei quali riguarda la storia del meridione, anche dal punto di vista geografico e climatico. Il secondo libro tratta degli aspetti economici e tributari. Tra le risposte viene indicata la migrazione dal settentrione di lavoratori e capitali oltre ad una serie di interventi statali di riforma degli enti pubblici, della fiscalità, fortemente iniqua, la lotta alla malaria e alla criminalità. È fondamentale il sostegno alla classe media sia agricola che urbana. Non viene affrontato, invece, il tema della riforma agraria. Il testo si inserisce idealmente nel dibattito sul meridione italiano avviatosi intorno alla fine dell'Ottocento. L'opera vince il Premio Villari nel 1919.

### Il corporativismo fascista
Al sempre maggiore coinvolgimento negli apparati del PNF corrisponde uno spostamento dei suoi interessi di studioso verso l'economia corporativa che contribuisce a definire in senso fascista. A questo tema sono dedicati i saggi pubblicati nella seconda metà degli anni Venti. In particolare si concentra sulla motivazione che spinge individui e società private ad aggregarsi in nome di un interesse comune che definisce affectio societatis, mutuando il termine dal diritto commerciale. Sistematizza il suo pensiero nel Corso di Economia politica corporativa, che esce in tre edizioni aggiornate e corrette tra il 1937 e il 1938, quando è costretto alla fuga in Argentina.

### Opere
- I trattati commerciali della Repubblica fiorentina. Vol. 1 (secolo XIII), Firenze, Successori Le Monnier, 1901.
- Le istituzioni giuridiche medievali nella Divina Commedia, Firenze, F. Lumachi, 1901.
- Il sistema della costituzione italiana nell'età dei Comuni, Torino-Roma, Roux e Viarengo, 1905. Ristampa anastatica: Roma, Multigrafica, 1970.
- Principii di economia commerciale, Milano, Società Editrice Libraria, 1917.
- La questione meridionale, 2 v., Bologna, Zanichelli, 1921. Comprende:

1. Le fondamenta geografiche e storiche del problema : l'emigrazione.
2. Il problema nei suoi molteplici aspetti e nella sua integrità.

- Economia italiana : scritti di politica economica nazionale, Bologna, Zanichelli, 1926.
- L'economia nazionale corporativa, Roma, Libreria del littorio, 1929.
- Corso di Economia politica corporativa. Roma, Società editrice del Foro italiano, 1936.
- Antologia di scritti, a cura di P. Roggi, con introduzione di O. Ottonelli, Firenze-Grassina, Bagno a Ripoli, Fondazione Spadolini-Nuova antologia, Le Monnier, 2009. ISBN 88-00-84164-3.

## Biblioteca personale e archivio
La Biblioteca di Scienze sociali dell'Università degli studi di Firenze conserva la sua biblioteca, comprendente 948 libri di carattere economico pubblicati tra la fine dell'800 e i primi decenni del ‘900. L'inventario dell'archivio è consultabile a stampa.